# Bernardino Scardeone
Bernardino Scardeone (Cittadella, 1478 - Cittadella, juin 1574) est un humaniste et un grammairien vénitien, qui a écrit sur saint Augustin et sur Érasme.

## Biographie
Bernardino Scardeone est pourvu d'un canonicat à la cathédrale de Padoue et poursuit le principal objet de ses études, des recherches historiques. C'est ainsi qu'il écrit un célèbre ouvrage sur les personnalités et la vie à Padoue (De antiquitate... Patauii, ...) qui est publié en 1560 hors de son contrôle à Bâle, puis réédité en 1722.
Il traduit dans ses ouvrages ses propres convictions sur le libre arbitre et sur la structure de l'Église en concordance avec les principes de Luther.
À partir de 1536 et pendant trente années, il est le chanoine-recteur de l'école de Cittadella et il participe activement au panorama protestant de la république de Venise du début du Cinquecento.
En 1543, soit à ses 65 ans, il est arrêté, jugé par l'Inquisition, accusé d'hérésie et conduit à la prison à Venise.
Malade et appauvri par le séquestre de ses biens, il décide d'abjurer le 14 juillet 1551. L'inquisition, par respect pour l'ancien recteur de Cittadella, le garde encore six ans emprisonné. Il ne retourne à Cittadella, libre, qu'à cause de son état de santé, et il meurt en juin 1574.

## Ouvrages
- Vie de Francesco Squarcione et de son atelier à Padoue
- De Gratia Dei, un travail de 30 ans, abouti le 17 octobre 1542
- De antiquitate urbis Patavii, et claris civibus Patavinis libri tres, in quindecim classes distincti. Ejusdem appendix de sepulchris insignibus exterorum Patavii jacentium,  Bâle, Chez Nikolaus Bischof le Jeune, 1560
- Réédition  en 1722, Historiae De Urbis Patavii Antiquitate, Et Claris Civibus Patavini Libri Tres In Quindecim Classes Distincti. Ejusdem Appendix De Sepulcris Insignibus Exterorum Patavii Jacentium, Pietro Van Der Aa, (Histoire de la musique et des compositeurs padouans de l'Antiquité au XVIe siècle).

## Autres écrits
- En 1560 il relève une inscription  sur un retable perdu d'Andrea Mantegna, ce qui permet d'affirmer la date de naissance  du peintre : Andreas Mantinea Pat[avii] an[no] septem et decem natus sua manu pinxit M.CCCC.XLVIII, soit « Andrea Mantegna, de Padoue, a peint [ce tableau] de sa main à 17 ans en 1448 ».
- Il critiqua la première édition de la Vie de Mantegna de Giorgio Vasari dans Le Vite (« Les Vies »), et l'auteur en corrigea la deuxième édition.